# Гумбейский (Агаповский район)
Гумбейский — посёлок в Агаповском районе Челябинской области. Входит в состав Агаповского сельского поселения.

## История
Посёлок был основан в 1935 году спецпереселенцами, задействованными на строительстве Магнитогорского металлургического комбината.

## География
Посёлок находится на юго-западе Челябинской области, в степной зоне, на левом берегу реки Гумбейки, на расстоянии 6 километров по прямой к юго-востоку от села Агаповка, административного центра района. Абсолютная высота 340 метров над уровнем моря.

## Население
| 1970 | 1995 | 2002 | 2010 |
| ---- | ---- | ---- | ---- |
| 580  | ↘469 | ↗550 | ↗576 |

Гендерный состав
По данным Всероссийской переписи населения 2010 года в гендерной структуре населения мужчины составляли 49,5 %, женщины 50,5 %.
Национальный состав
Согласно результатам переписи 2002 года, в национальной структуре населения русские составляли 63 %.

## Улицы
Уличная сеть посёлка состоит из трёх улиц.